# Модель Френкеля — Конторовой
Солитон, или дислокация Френкеля — Конторовой (ФК-солитон), — это модель особого рода дефекта в кристаллической структуре твёрдого тела. Была разработана Френкелем и Конторовой в 1930-х годах.
Предельный случай дислокации — это «дырка» в кристаллической решётке. Такая дырка может перемещаться по кристаллу. Для переброса соседнего атома на пустое место нужно его «раскачать», чтобы он мог оторваться от окружающих его атомов. Легче перемещается дефект, в котором атомы вокруг «дырки» также смещены. Это и есть дислокация.

## Суть модели
Модель ФК — это модель движения дислокации в кристалле. В модели учитываются две цепочки атомов, которые являются приближением двух слоёв атомов. Причём нижний слой атомов заменяется последовательностью горок и ложбинок. В ложбинках лежат шарики, связанные упругими пружинками. Таким образом учитывается взаимодействие шариков-«атомов» между собой и нижним слоем «атомов».
При наличии достаточной энергии шарик или «атом» может преодолеть горку, при этом все «атомы» в гармонической цепи так же сместятся. Понятие дефекта по Френкелю включает пару — свободную ячейку или «дырку» и ячейку с двумя «атомами» или дислокацию сгущения. Дислокация сгущения называется «отрицательной» или антидислокацией. Дислокация разрежения, или свободная ячейка, называется «положительной» или просто дислокацией.
Любое начальное возбуждение «распадается» на бегущие волны и несколько дислокаций и антидислокаций. Их форма не зависит от начального возмущения, а определяется лишь параметрами модели (массами грузиков, жёсткостью пружины, формой волнистой поверхности).
В «непрерывной модели» Френкеля и Конторовой могут образовываться солитонные атомы, живущие бесконечно долго. Их называют «бризер» или «бионом». Бризер выглядит как стоячая волна. Бризер может равномерно двигаться, ускоряться и замедляться вблизи неоднородностей. При столкновении с солитонами или другими бризерами ведёт себя как частица.

## ФК-солитон
ФК-солитон имеет неизменную форму, не зависящую от его скорости. Он может покоиться или двигаться, причём зависимость его энергии {\displaystyle E} от скорости {\displaystyle v} такая же, как зависимость энергии от скорости для частицы с массой {\displaystyle m_{0}}, которая следует из специальной теории относительности.
{\displaystyle E={\frac {m_{0}v_{0}^{2}}{\sqrt {1-v^{2}/v_{0}^{2}}}}.}
Вместо скорости света {\displaystyle c} в вакууме в этой формуле {\displaystyle v_{0}} — скорость распространения обычных синусоидальных волн малой амплитуды в среде, по которой бежит солитон. Для реальной дислокации эта формула выполняется приближённо.
Для ФК-солитонов существуют античастицы(антисолитоны). Солитоны отталкиваются друг от друга, а солитон и антисолитон притягиваются и могут образовать связанное состояние — солитонный «атом».